# Huvenia kleui
Huvenia kleui ist eine ausgestorbene Pflanzenart. Sie ist aus dem Devon Deutschlands bekannt  und gehört zu den basalen Vertretern der Gefäßpflanzen. Sie ist die einzige Art der Gattung Huvenia.

## Merkmale
Die Hauptachsen verzweigen sich gleichartig (isotom) zwei- oder dreigabelig. Die Achsen sind meist glatt, manche tragen mehrzellige Stacheln oder kleine, halbkugelige Auswüchse. 
Die Sporangien stehen einzeln an verschiedenen Stellen entlang der Hauptachsen an kleinen, unverzweigten oder dichotomen Seitenachsen, die mit Leitbündeln versehen sind. Diese Seitenachsen können so kurz sein, dass die Sporangien sitzend erscheinen. Die fertilen Seitenzweige können auch gruppiert auftreten. Die Sporangien sind spindelförmig und haben spitze Enden. Sie öffnen sich mit mehreren, schraubigen Schlitzen. 
Anatomische Informationen sind aufgrund des schlechten Erhaltungszustands der Fossilien rar. Das zentral stehende Leitbündel besteht zumindest zum Teil aus spiralig verdickten Zellen, deren Wand vom S-Typ ist. Spaltöffnungen und Sporen sind nicht bekannt. 
Der Gametophyt entspricht wahrscheinlich den als Sciadophyton beschriebenen Formen. 

## Verbreitung
Huvenia kleui ist aus dem Rheinischen Schiefergebirge in Deutschland bekannt. Die Fundschichten werden in das frühe Devon (Pragium) datiert. 

## Belege
- Paul Kenrick, Peter R. Crane: The Origin and Early Diversification of Land Plants. A Cladistic Study. Smithsonian Institution Press, Washington D.C. 1997, S. 322f. ISBN 1-56098-729-4

## Weiterführende Literatur
- H. Hass, W. Remy: Huvenia kleui nov.gen., nov.spec., ein Vertreter der Rhyniaceae aus dem höheren Siegen des Rheinischen Schiefergebirges. Argumenta Palaeobotanica, Band 8, 1991, S. 141–168.